# Ціґендорф
Ціґендорф (нім. Ziegendorf) — громада в Німеччині, розташована в землі Мекленбург-Передня Померанія. Входить до складу району Людвігслюст-Пархім. Складова частина об'єднання громад Пархімер-Умланд.
Площа — 36,48 км2. Населення становить 632 ос. (станом на 31 грудня 2020).